# Nannophlebia buruensis
Nannophlebia buruensis is een libellensoort uit de familie van de korenbouten (Libellulidae), onderorde echte libellen (Anisoptera).
De soort staat op de Rode Lijst van de IUCN als onzeker, beoordelingsjaar 2007.
De wetenschappelijke naam Nannophlebia buruensis is voor het eerst geldig gepubliceerd in 1926 door Lieftinck.